# Мамедов, Мамед Гашим оглы
Мамед (Михаил) Гашым оглы (Гашимович, Григорьевич) Мамедов (азерб. Məmməd Haşım oğlu Məmmədov; 19 октября 1951, Дербент, Дагестанская АССР, РСФСР, СССР — 24 июля 2023, Москва, Россия) — советский  и российский режиссёр, актёр театра и кино. Брат актрисы Шафиги Мамедовой. Заслуженный деятель искусств Российской Федерации. Народный артист Азербайджана.

## Биография
Родился в городе Дербент Дагестанской АССР. Окончил Воронежский государственный художественный институт в 1975 году. С 1975 по 1978 годы работал актером Воронежского драматического театра. С 1978 по 1980 работал актером театра в Куйбышеве, а с 1980 по 1985 годы в минском Театре имени М. Горького. В 1981 году окончил режиссёрский факультет ВГИК (мастерская А. Гончарова), а в 1985 году - Высшие режиссерские курсы при Министерстве культуры СССР. В 1986–1988 годах работал в Театре имени В. Маяковского. С 1995 по 2000 год был директором Театра Комедии, который стал «Театром Луны».
С 1993 года - заместитель руководителя Российского творческого объединения «Общество режиссеров» по творческим вопросам. Он сотрудничал с Даугавпилсским театром и готовил спектакли не только в России, но и в Германии, Турции, Болгарии, Венгрии, Белоруссии. С 1995 по 2000 годы был штатным режиссёром Театра комедии, преобразованного в «Театр Луны».
Является народным артистом Азербайджана.
24 июля 2023 года скончался в Москве на приёме у врача.

## Театральные работы
- «Трехгрошовая опера» (Б. Брехт) — Мэкхит
- «Ни слова о короле» (В. Гюго) — Фабиано Фабиани

## Избранные театральные постановки
- «Живой труп» (Л. Толстой);
- «Остров любви и надежды» (Г. Саловский);
- «Незамужняя женщина» (Л. Корсунский);
- «Номер для любовников» (Р. Куни);
- «Мужчина в подарок»,
- «Кто отец ребенка?»,
- «Любовная авантюра», М. Задорнов;
- «Прыжок в постель», М. Митуа;
- «Как убить тетушку»;
- «Пойди туда, не знаю куда».

## Фильмография

### Роли в кино
- 1977 — Иду на вулкан — эпизод
- 1980 — Структура момента — Адхам
- 1981 — Аккорды долгой жизни — Муслим Магомаев
- 1981 — Перед закрытой дверью — Салех
- 1982 — Серебристый фургон — Расул
- 1983 — Асиф, Васиф, Агасиф — эпизод
- 1986 — Загородная прогулка — Мурад
- 1986 — Я пришел, чтобы назвать твое имя — Поэт
- 1988 — Дикарь — эпизод
- 1988 — Мужчина для молодой женщины — эпизод
- 1989 — Диверсия — эпизод
- 2008 — Паутина-2 — эпизод (нет в титрах)

### Режиссёр в кино
- 2007 — Паутина-1
- 2007 — Карта смерти | 4-я серия
- 2007 — Улицы разбитых фонарей-8
- 2008 — Паутина-2
- 2009 — Такова жизнь
- 2010 — Путейцы-2
- 2011 — Грибной царь
- 2011 — Неистовый, яростный, бешеный...

### Сценарист
- 1988 — Мужчина для молодой женщины — эпизод

## Награды и звания
- Заслуженный деятель искусств Российской Федерации
- Народный артист Азербайджана